# أرينا أوف فالور
أرينا أوف فالور (بالصينية 傳說 對決) هي لعبة ساحة معركة متعددة اللاعبين عبر الإنترنت طُورت بواسطة شركة تيمي ستوديو جروب ونُشرت بواسطة شركة تانسنت جيمز لأنظمة الأندرويد والآي أو إس والآي باد ونينتندو سويتش للأسواق خارج البر الرئيسي الصيني. اعتبارا من سبتمبر 2018، حققت اللعبة أكثر من 140 مليون دولار أمريكي خارج الصين. نُشرت أرينا أوف فالور في مناطق أخرى بواسطة شركات عدة منها غارينا ونتماربل ودي أن أيه وأكتوز سي جي وتيمي ستوديو جروب.